# Otherkin (группа)
Otherkin — ирландская гаражная рок-группа из Дублина, действовавшая с 2014 по 2019 год. Известна своими «зажигательными» живыми выступлениями, они поддерживали Guns N 'Roses в Slane Castle в 2017 году.
Лейблы — Rubyworks Records

## Карьера
Otherkin были основаны в 2014 году; они процитировали The Clash, Queens of the Stone Age, The Ramones и Blur как повлиявшие на них. Их первый альбом OK вышел в 2017 году; он был номинирован на премию Choice Music Prize. Они расстались в 2019 году.

## Персонал
- Люк Рейли (вокал, гитара)
- Конор Эндрю Винн (соло-гитара)
- Дэвид Энтони (бас-гитара)
- Роб Саммонс (барабаны)

## Дискография

### Мини Альбомы
- The 201 (2015)
- The New Vice (2016)
- Electric Dream (2019)

### Студийные альбомы
- ОК (2017)

### Концертные альбомы
- Deutschland KO (2018)